# Forgiven, Not Forgotten
Forgiven, Not Forgotten is het debuutalbum van de Ierse folkrockgroep The Corrs.  
Het album is geproduceerd door David Foster, met hier en daar toegevoegde productie van Jim Corr. In januari 1997 werd een speciale live-editie van het album uitgegeven in Australië en Nieuw-Zeeland, deze bevat een bonus-cd met live en nooit eerder vertoonde nummers die opgenomen van hun Forgiven, Not Forgotten World Tour.
De titelsong en de band waren te zien in een aflevering van Beverly Hills, 90210 genaamd "Turn Back the Clock." De band zong het nummer op een nieuwjaarsavond feest bij The Peach Pit After Dark.

## Nummers
Alle nummers zijn geschreven door The Corrs, behalve degene met een opmerking:

### Belangrijkste cd
1. "Erin Shore" [traditioneel instrumentaal intro] – 0:27
2. "Forgiven Not Forgotten" – 4:15
3. "Heaven Knows" – 4:18
4. "Along With the Girls" [instrumentaal] – 0:49
5. "Someday" (The Corrs, Foster) – 3:51
6. "Runaway" – 4:24
7. "The Right Time" – 4:07
8. "The Minstrel Boy" [instrumentaal] – 2:12
9. "Toss the Feathers" [instrumentaal] – 2:50
10. "Love to Love You" – 4:08
11. "Secret Life" – 4:31
12. "Carraroe Jig" [instrumentaal] – 0:52
13. "Closer" – 4:05
14. "Leave Me Alone" – 3:40
15. "Erin Shore" [instrumentaal] – 4:14
16. "Somebody Else's Boyfriend" – 3:57 (Japans bonusnummer)

Total Time 52:40 (met bonusnummer)

### Bonus-cd
1. Runaway (live)
2. Secret Life (live)
3. Toss the Feathers (live) – (instrumentaal)
4. Forgiven Not Forgotten (akoestisch)
5. The Right Time (akoestisch)
6. Rainy Day (ook verschenen als B-kant van "Love To Love You")
7. The Right Time (radioversie)

Deze bonus-cd is alleen bij de Australian, New Zealand Limited Tour Edition gevoegd. Hij werd later apart uitgegeven onder de titel The Corrs Live.

## Personen

### De band
- Andrea Corr – zang, tin whistle
- Caroline Corr – drumstel, Bodhrán, achtergrondzang
- Jim Corr – gitaar, keyboard, achtergrondzang
- Sharon Corr – viool, achtergrondzang

### Overig
- Simon Phillips – drums
- Michael Thompson – gitaar
- David Foster – keyboard
- Neil Steubenhaus – basgitaar
- Tal Herzberg – basgitaar
- Noel Eccles – Keltische drums
- Des Reynolds – Keltische drums